# Eric Weston
Eric Weston est un réalisateur américain.

## Filmographie
- 1981 : Messe noire (Evilspeak)
- 1983 : Marvin & Tige
- 1989 : Le Triangle de Fer (The Iron Triangle)
- 1992 : To Protect and Serve
- 2001 : Pressure Point
- 2002 : Ambition fatale (Cover Story)
- 2002 : Hitters
- 2011 : Hyenas